# Компаративна социјална заштита
Компаративна социјална заштита је анализа алтернатива за унапређење постојећих и обезбеђивање нових социјалних услуга у складу са економским, образовним и здравственим потребама нације или одређене друштвене групе, поређењем са услугама које пружају друге нације.